# Arab Times
Arab Times (arabisch عرب تايمز) ist eine panarabisch und westlich orientierte Tageszeitung im arabischen Weltalter. Sie erscheint in Houston.

## Geschichte
Die Zeitung wurde 1986 von Osama Fawzi in Beirut gegründet. Ihr Hauptsitz befindet sich in Houston in Texas. Mit einer Auflage von fast 10.000 Stück gehört sie zu den großen arabischsprachigen Zeitungen der Vereinigten Staaten.

## Inhalte
Arab Times ist eine bevorzugte Plattform für Linke oder Liberale.